# Ringsaker Station
Ringsaker Station (Ringsaker stasjon) var en jernbanestation på Dovrebanen, der lå ved Tande i Ringsaker kommune i Norge.
Stationen åbnede 15. november 1894, da banen mellem Hamar og Tretten blev taget i brug. Oprindeligt hed den Tande, men den skiftede navn til Ringsaker 1. november 1913. Betjeningen med godstog ophørte 1. september 1965, og 22. september samme år blev stationen nedgraderet til trinbræt. Stationen blev nedlagt 29. maj 1988.
Stationsbygningen, der var en toetages bygning i gulmalet træ, blev opført til åbningen i 1894 efter tegninger af Paul Due. Den blev revet ned i 1976. Pakhuset blev flyttet til Tjønnkåsen i Oppdal omkring 1968.